# Музей водопроводу (Салоніки)
Музей водопроводу — музей в районі Стагіон міста Салоніки, Греція, відкритий в лютому 2001 року в історичній будівля Старої водокачки, яка належить Салонікській компанії водопостачання та водовідведення (EYATh).
Музей створений для ілюстрації історії водопостачання в Салоніках, щоб продемонструвати різні етапи в забезпеченні міста водою, із водозбору на споживання води, та інформування громадськості щодо таких питань, як зниження втрат води, розробка екологічних технологій водокористування тощо.

## Експозиція
У музеї два зали, де експонуються мотор-машини та електрогенератори, старі щити електроенергії і величезні насосні агрегати. Перша зала колись слугувала котельнею і містила дві парові машини, які використовувалися для підготовки води в період з 1892 до 1929 року. У цьому залі працює інформаційний дисплей, що показує, як готувалась пара та подавалась у парові двигуни водокачки.
У другому залі представлені насоси, дизельні двигуни першого і другого покоління (MAN і Mirrlees відповідно), і електрогенератори виробництва компанії BRUSH, які використовувались в Салоніках до 1978 року. Всі машини справжні і досі перебувають у доброму робочому стані. Одна з машин навіть встановлена таким чином, що відвідувачі можуть побачити, що відбувається всередині, коли вона працює.
В іншій частині будівлі представлені вимірювальні прилади та інструменти, використовувані ремонтними бригадами.